# 1-я Далматинская пролетарская ударная бригада
1-я Далматинская пролетарская ударная бригада (сербохорв. Prva dalmatinska proleterska udarna brigada NOVJ-a / Прва далматинска пролетерска ударна бригада НОВЈ) — воинское формирование НОАЮ, участвовавшее в Народно-освободительной войне Югославии. За боевые заслуги бригада была награждена орденами Народного героя Югославии, Братства и единства, а также и Народного освобождения.

## Состав бригады
Создана 6 сентября 1942 в селе Добро, неподалёку от города Ливно. В состав бригады вошли:
- 1-й батальон «Анте Йонич»
- 2-й батальон «Буде Борян»
- 3-й батальон «Йосип Юрчевич»
- 4-й батальон «Тадия Анушич»

На момент создания бригада насчитывала 1217 человек, из них 83 женщины. Уроженцами Далмации являлись 1184 человека, жившие до войны в следующих городах:
- Сплит: 204 человека
- Шибеник: 182 человека
- Книн: 143 человека
- Синь: 138 человек
- Макарске: 129 человек
- Трогир: 119 человек
- Вргорец: 62 человека
- Плоча: 60 человек
- Омиш: 32 человека
- Корчула: 22 человека
- Вис: 20 человек
- Дрниш: 16 человек
- Задар: 15 человек
- Хвар: 15 человек
- Биоград: 9 человек
- Меткович: 7 человек
- Имотске: 4 человека
- Бенковец: 4 человека
- Брач: 3 человека

Ещё 33 человека были родом не из Далмации.
Бригада подчинялась 4-й оперативной зоне Хорватии до 9 ноября 1942, затем состояла в составе 3-й дивизии до 8 сентября 1943, 9-й дивизии до января 1944 и 26-й дивизии до конца войны. По состоянию на конец августа 1944 года насчитывала 1650 человек, а на 20 января 1945 — 2372 человека, в том числе 35 граждан СССР. Одна из элитных бригад НОАЮ.

## Боевой путь
Участвовала во многочисленных боях. Во время боёв за Яйце в ноябре-декабре 1942 года пал второй командир дивизии, Народный герой Божо «Марьян» Билич, а бригада получила благодарность от штаба 3-й дивизии. В тяжёлых боях она подтверждала свой статус одной из лучших боевых единиц НОАЮ. В ходе битвы на Неретве понесла большие потери при штурме Прозора в феврале 1943 года и во время его драматической обороны от атак немецко-хорватской боевой группы «Фогель». В битве на Сутьеске отличилась при обороне Шавника. С большими потерями успела по частям прорваться из окружения. Её третий батальон и часть второго прорвались в Герцеговину, где вошли в 10-ю Герцеговинскую бригаду.
В августе 1943 года возвратилась в Далмацию и в районе Врлики пополнилась тремя батальонами. Участвовала в боях против 7-й дивизии СС «Принц Ойген», обороняя Сплит. В октябре вела бои близ Пелешаца и на острове Хвар. Помогала отступлению 1-й Заморской и 13-й Далматинской бригад с острова Корчула в ходе немецкого наступления «Хербстгевиттер II». В январе 1944 вступила в состав 26-й дивизии и обороняла остров Вис, организовывая десанты на острова Хвар, Млет, Корчула (десант 26-й Далматинской дивизии) и Шолта. Совместно с 11-й Далматинской бригады разбила на Вуковом-кланце 369-ю пехотную дивизию, набранную из усташей, а затем взяла Шибеник и участвовала в разгроме немецкой боевой группы «Алеман» и сил четников. Отличилась в Книнской и Мостарской операциях. Принимала участие в освобождении Бихача, Лики, Хорватского Приморья, остров Крк, Клане, Илирске-Бистрице. Завершила боевой путь 8 мая 1945 на реке Соча.

## Итоги боевого пути
В бригаде воевали около пяти с половиной тысяч человек. На завершающем этапе войны её пополнили около 500 косовских албанцев. В ходе боёв 2229 бойцов погибло.
По указу 19 сентября 1944 Иосипа Броза Тито бригаде было присвоено звание пролетарской. За свои боевые заслуги была награждена орденами Народного героя Югославии, Братства и единства, а также и Народного освобождения.

## Народные герои из бригады
- Анте Кроня
- Божо Билич
- Владимир Ролович
- Петар «Перо» Четкович